# Tetris (Game Boy)
Tetris (japonés: テトリス, romanización: Tetorisu) es un videojuego de puzle lanzado para el Game Boy en 1989. Es una versión portátil del Tetris original desarrollado por Alekséi Pázhitnov, y se incluyó en los lanzamientos norteamericanos y europeos del Game Boy. Fue el primer juego en ser compatible con el Game Link Cable, un accesorio que permite conectar dos Game Boy para propósitos multijugador. También fue lanzada una nueva versión a color para el Game Boy Color titulada Tetris DX (テトリス デラックス Tetorisu Derakkusu). Una versión para la consola virtual del Nintendo 3DS de Tetris fue lanzada en 2011 y carecía de la funcionalidad multijugador. Fue retirado del servicio Nintendo eShop después de diciembre de 2014.

## Jugabilidad
La versión de Tetris para Game Boy se juega de manera idéntica a las versiones de otras plataformas. Una secuencia semi aleatoria de "tetriminos" (formas compuestas por cuatro bloques cuadrados cada uno) caen en el campo de juego, que tiene 10 bloques de ancho por 18 bloques de alto en la versión de Game Boy. El objetivo del juego es manipular estas tétradas, moviéndolas a los lados y girándolas en unidades de 90 grados, con el objetivo de crear una línea horizontal de bloques sin espacios. Cuando se crean una o más de estas líneas, desaparecen, y los bloques de encima (si los hay) se mueven hacia abajo por la cantidad de líneas borradas. Al igual que la mayoría de versiones estándar de Tetris, los bloques no caen automáticamente en espacios abiertos cuando se crea una línea.
A medida que el juego avanza, los tetriminos caen más rápido. El juego termina cuando al menos una parte de un tetrimino cruza el límite superior del campo de juego mientras está siendo colocado. Normalmente, el jugador puede ver qué bloque aparecerá a continuación en una ventana lateral a un costado del campo de juego, pero esta característica puede ser desactivada durante el juego. Se obtienen puntos basados en el nivel actual y el número de líneas borradas. El nivel incrementa cada vez que el jugador elimina diez líneas, al igual que la velocidad en que caen los tetriminos. El jugador puede ajustar la dificultad antes de comenzar el juego seleccionando un nivel de inicio o seleccionando llenar previamente el área de juego con un cierto número de líneas de bloques colocados aleatoriamente. Después de completar una altura en particular, aparece una escena del lanzamiento de un cohete de varios tipos, y termina con rusos bailando y un transbordador Burán despegando.
Esta versión de Tetris incluye un modo de juego para dos jugadores, en la que el objetivo de cada jugador es permanecer en el juego por más tiempo que su oponente. Cada jugador juega en un Game Boy y un cartucho de Tetris únicos, con ambas consolas conectadas por un Game Link Cable. Durante el juego, cuando un jugador anota un doble, triple o un tetris, se agregan una o más líneas incompletas de bloques al fondo de la pila del oponente, provocando que la altura de su pila aumente.

## Desarrollo

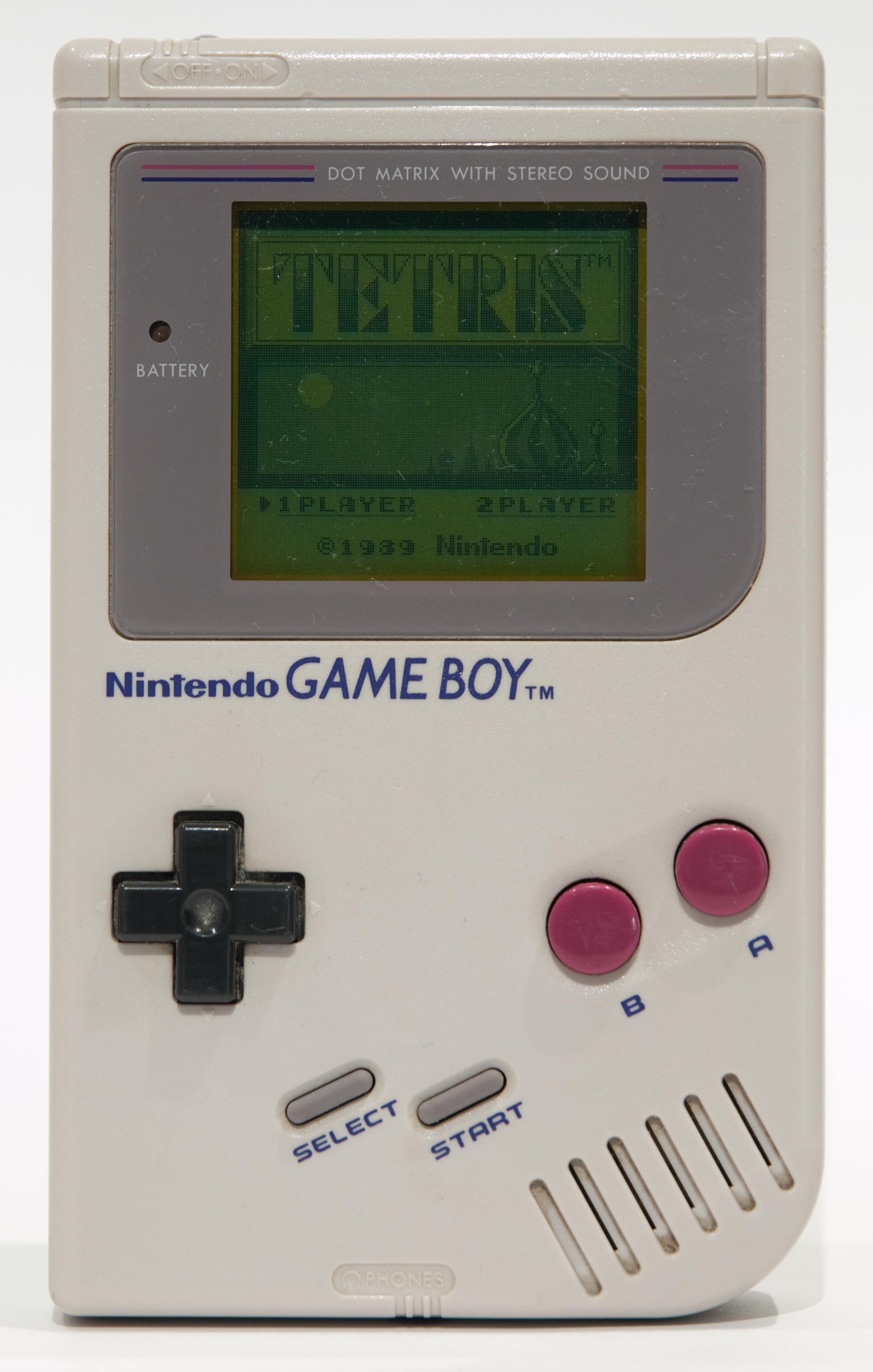
Pantalla de título de Tetris de Game Boy.

En 1984, los investigadores de la Academia de Ciencias de Rusia, Alekséi Pázhitnov, Dmitry Pavlovsky, y Vadim Guerásimov desarrollaron Tetris por el deseo de crear un juego de puzle para dos jugadores, y el juego se extendió comercialmente entre las computadoras. En 1988, el editor de juegos de computadora, Henk Rogers, notó el juego en el stand de Spectrum Holobyte, en el Consumer Electronics Show de Las Vegas. Atraído por el juego, buscó los derechos y sabiendo que Nintendo planeaba lanzar el Game Boy, se acercó al presidente de Nintendo of America, Minoru Arakawa con la idea de que Tetris era el juego perfecto para ser empaquetado con la consola portátil. Arakawa desestimó la idea, señalando que planeaban empaquetar el cartucho Super Mario Land con la consola, pero Rogers insistió diciendo que mientras el juego de Mario vendería la consola para los niños, Tetris vendería la consola para todo mundo. Se le pidió a Rogers que obtuviera los derechos, y los obtuvo tanto de Spectrum HoloByte como de la compañía subsidiaria de Atari, Tengen, que también había obtenido una licencia en ese momento para comercializar Tetris en Japón. También se acercó a Robert Stein, quien tenía el permiso de ambas compañías para distribuir el Tetris a través de la compañía Mirrorsoft, para obtener los derechos de distribución en el Game Boy.
Sin embargo, después de unos meses, Stein seguía sin conseguir los derechos para el Game Boy, y Rogers se enteró de que otra persona se había acercado a Nintendo con la idea de un Game Boy Tetris. Solicitándole mayor tiempo a Arakawa, viajó a Moscú para hablar con el Ministerio de Relaciones Económicas para el Extranjero de la URSS (propietaria de una compañía llamada Elektronorgtechnica o ELORG), y con Pajitnov. Durante este momento, Nintendo se acercó a Spectrum Holobyte ante la perspectiva de un Game Boy Tetris, provocando que Mirrorsoft enviara un representante, Kevin Maxwell, a Moscú para obtener los derechos para la versión del Game Boy. Mientras tanto, Rogers negoció los derechos de Tetris para el Game Boy, señalando en una entrevista posterior que los oficiales gubernamentales no entendían el concepto de propiedad intelectual, y esperaban un pago mayor del que Rogers o Nintendo podían costear. Sin embargo, se reveló que la propiedad de Tetris no había sido licenciada a nadie porque Stein había obtenido los derechos directamente de Pajitnov, y no de las autoridades rusas. Nintendo otorgó a Rogers los derechos de publicación de Tetris y demandó a Tengen, y en marzo de 1989, Rogers, Arakawa y el vicepresidente de Nintendo, Howard Lincoln firmaron un contrato para garantizar los derechos de distribución de Tetris. Sin embargo, la producción de Tetris se retrasó por la pelea legal en curso con Tengen, y el juego fue lanzado en Japón dos meses después del lanzamiento del Game Boy. El título fue desarrollado conjuntamente por Bullet-Proof Software y Nintendo.

## Música

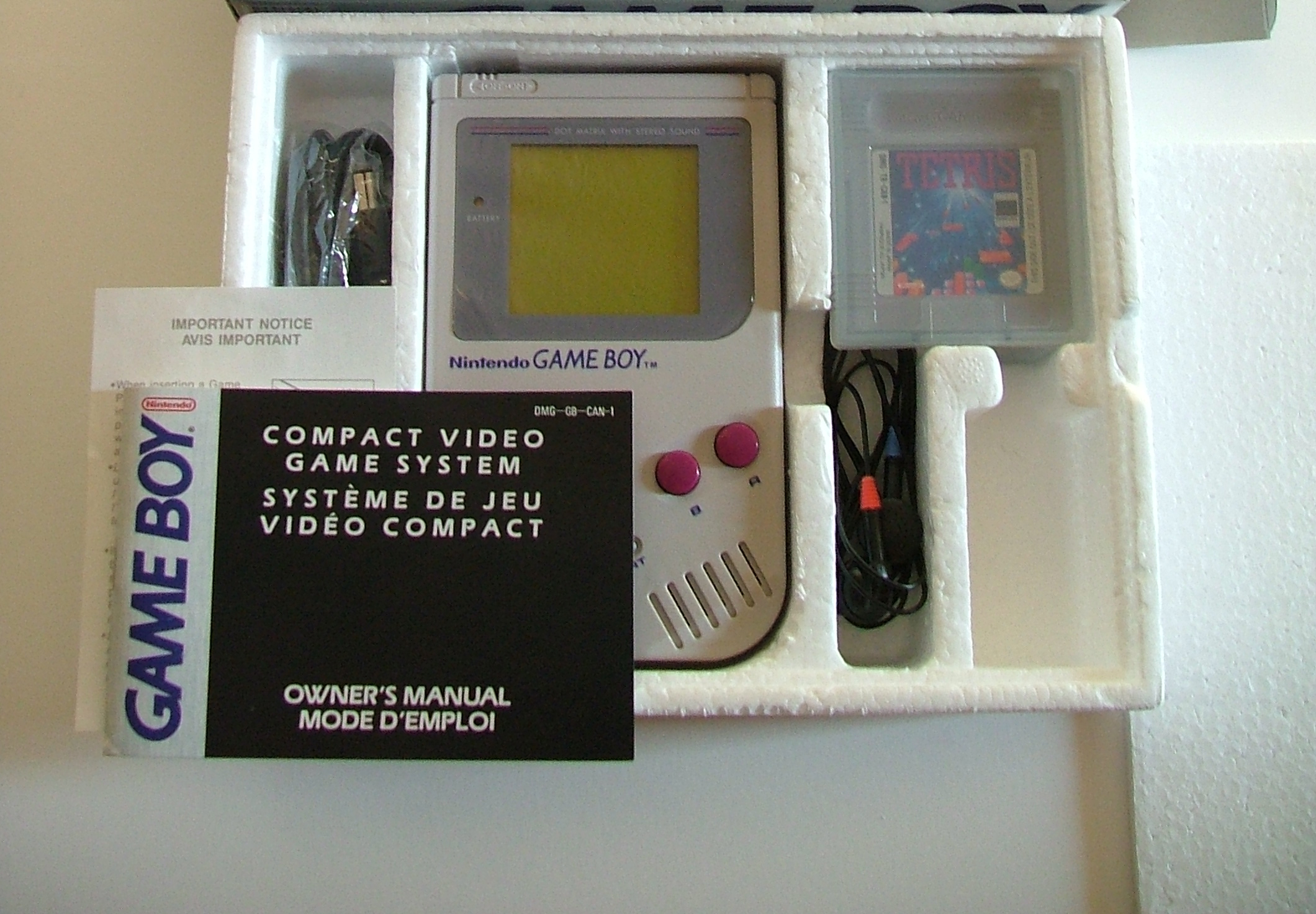
Caja original de Game Boy con el juego de Tetris, auriculares y Cable Link incluidos, vendida en España por 18.900 pesetas.

La música principal de Tetris fue creada por el renombrado compositor de Nintendo, Hirokazu Tanaka. El jugador puede seleccionar uno de tres tipos de música de fondo durante el juego, o jugar solamente con efectos de sonido. Dos de las melodías son arreglos de obras de otros compositores: "A-Type" está basado en la canción popular rusa "Korobéiniki" (también conocida como "Korobushka"), y "C-Type" es una versión arreglada de la "Suite n.º 3 en si menor, BWV 814: Minueto" (transpuesto a F# menor) de Johann Sebastian Bach.
En la versión 1.0, lanzada solamente en Japón con un estimado de 25,000 copias vendidas, la melodía "A-Type" es "Minueto".
Las composiciones "A-Type" y "B-Type" se pueden desbloquear para usarse en el escenario Luigi's Mansion en el juego Super Smash Bros. Brawl para la consola Wii. Estas composiciones se pueden desbloquear también en el juego Super Smash Bros. para Nintendo 3DS y Wii U. "A-Type" puede desbloquearse en el modo Smash Run en la versión de Nintendo 3DS y se puede usar en el escenario de Luigi's Mansion en la versión del Wii U, mientras que "B-Type" se puede desbloquear para usarse en el escenario Wuhu Island solamente en la versión de Wii U. También aparece en Super Smash Bros. Ultimate como canción de inicio y puede reproducirse en los escenarios "Summit" de Ice Climber, "Hanenbow" de Electroplankton, Balloon Fight, "Living Room" de Nintendogs, Rescate Mii, Tomodachi Life, PictoChat 2, Duck Hunt, Wrecking Crew, Pilotwings, Wuhu Island, y en escenarios personalizados.
Las fanfarrias de victoria reproducidas después de completar los niveles, son diferentes arreglos de "Trepak", del ballet El cascanueces, de Piotr Ilich Chaikovski.

## Relanzamiento

### Tetris DX
Tetris DX es un juego para el Game Boy Color retrocompatible con el Game Boy original. Fue desarrollado por Nintendo y lanzado en Japón el 21 de octubre de 1998, en Norteamérica el 18 de noviembre del mismo año, y en Europa y Australia en 1999. Tetris DX cuenta con función de guardado de puntuaciones más altas, así como tres perfiles de jugador. Cuenta con un nuevo modo de un jugador contra la CPU, así como también dos modos nuevos de juego. En el modo "Ultra", el jugador debe sumar tantos puntos como sea posible en un lapso de tres minutos. En el modo "40 líneas", el jugador es cronometrado para ver qué tan rápido puede borrar 40 líneas en el juego. También incluye nuevas melodías.

### Consola Virtual
La versión de Tetris para Game Boy fue lanzada en Norteamérica y Europa como un juego de la Consola Virtual del Nintendo 3DS el 22 de diciembre de 2011, y el 28 de diciembre en Japón. En contraste con la versión original, en esta versión no es posible jugar en modo multijugador. La versión de Tetris para la consola virtual fue eliminada de la Nintendo eShop en Europa el 31 de diciembre de 2014, así como en Norteamérica.

### Nintendo Switch Online
La versión de Tetris para Game Boy se lanzó en todo el mundo en el servicio Nintendo Switch Online el 8 de febrero de 2023. A diferencia del lanzamiento en la Consola Virtual de Nintendo 3DS, el modo multijugador es totalmente compatible. Esta versión también se puede jugar en línea.

## Recepción
Tetris ha sido acreditado como la aplicación asesina del Game Boy. A junio de 2009, llevaba más de 35 millones de copias vendidas. La revista oficial de Nintendo calificó a Tetris como el quinto de su lista de los "100 mejores juegos de Nintendo". Ben Reeves, de Game Informer lo calificó como el mejor juego de Game Boy, así como un "juego de rompecabezas legendario".
En agosto de 2008, Nintendo Power enlistó al Tetris DX como el mejor juego de Game Boy / Game Boy Color, señalando que aportaba más a los juegos portátiles que cualquier otro videojuego. También lo describieron como la mejor versión de Tetris hasta la salida de Tetris DS. Alexey Pajitnov dijo que la versión de Tetris de Game Boy era su favorita y era la más parecida a su versión original. En Japón, Famitsū le dio una calificación de 26 de 40.